# Joc electronic
Un joc electronic este un joc care folosește electronica pentru a crea un sistem interactiv cu care un jucător se poate juca. Jocurile video sunt cea mai comună formă astăzi și din acest motiv cei doi termeni sunt adesea folosiți interschimbabil. Există și alte forme obișnuite de jocuri electronice, inclusiv jocuri electronice portabile, sisteme de sine stătătoare (de exemplu, pinball, aparate de slot sau jocuri arcade electro-mecanice) și produse exclusiv non-vizuale (de exemplu, jocuri audio).

## Jocuri bazate pe text
Exemple
- The Oregon Trail (1971)
- Trek73 (1973)
- Dungeon (1975)
- Super Star Trek (1975)
- Colossal Cave Adventure (1976)
- Zork (1977)

## Jocuri pinball
Exemple
- The Addams Family (1991)
- Indiana Jones: The Pinball Adventure (1993)
- Star Trek: The Next Generation (1993)

## Jocuri de consolă portabilă

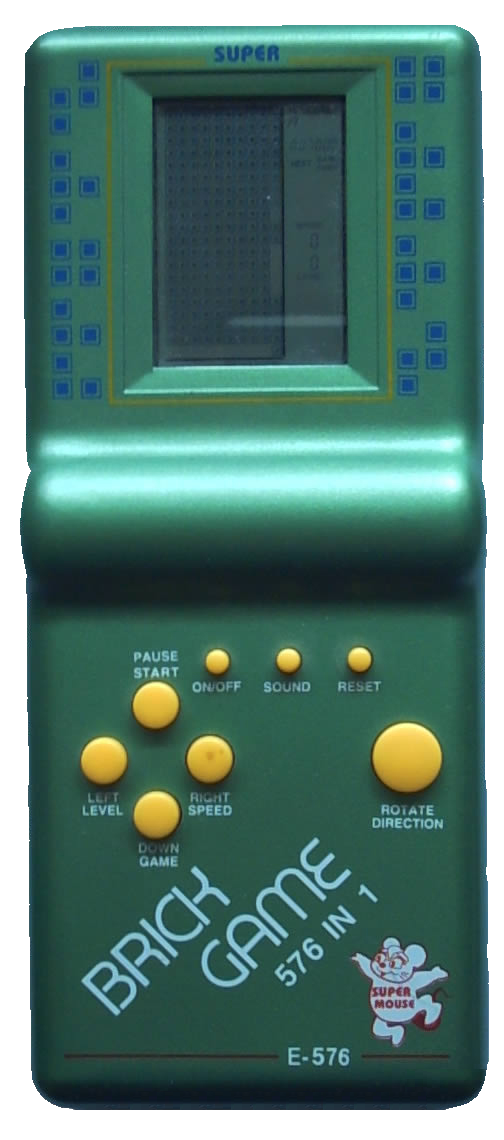
Brick Game

Brick Game este o consolă portabilă de jocuri cu un ecran împărțit în 200 pixeli și jocuri încorporate, fără posibilitatea de a descărca altele noi. Acesta conține întotdeauna jocul "Tetris" (motiv pentru care consola în sine este numită și "Tetris"; mai târziu acest nume a fost transferat pentru alte dispozitive similare), iar compoziția și numărul de alte jocuri au fost diferite. A fost produsă în China/Rusia. În prezent, această consolă este populară în rândul fanilor de retrocomputing.
Exemple de jocuri
- Mattel Auto Race (1976)
- Simon (1978)
- Merlin (1978)
- Game & Watch (1980)
- MB Omni (1980)
- Bandai LCD Solarpower (1982)
- Entex Adventure Vision (1982)
- Lights Out (1995)

## ArcadeRedemption game
- Whac-A-Mole (1976)
- Skee-Ball - versiune modernă

## Jocuri video

### Jocuri de computer
Jocurile de computer constituie o categorie de aplicații software care este destinată distracției. De la apariția acestora, în lumea computerelor, în anii 1970, până astăzi, industria a evoluat, astfel că putem vorbi cu ușurință de multe evenimente de prezentare a jocurilor, cum ar fi E3 sau CeBit la nivel mondial sau CERF în România, precum și de câteva organizații de jucători profesioniști.
Anii ’70 a fost perioada cand jocurile arcade au avut o ascensiune istorica, insa radacinile lor se scufund pana in anii ’50, atunci cand a fost invenatat cu adevarat primul joc video, care rulau pe computere EDSAC si Osciloscope. Au urmat 20 de ani in care s-au scris istoria jocurilor video, incepand cu simulare de rachete, inventat de catre Thomas Goldsmith si Estle ray Man, apoi versiunea X si O, Tenis de masa, Spacewar si in 1968 a fost creata prima consola de jocuri video, Training Apparatus, cu un joc de ping-pong. 1970 a adus umanitatii primul joc arcade, Computer Space, care functiona cu monede si care a desemnat inceputul unei generatii noi de console. De-a lungul timpului au aparut mai multi dezvoltatori de software de jocuri, care au creat console pentru jocuri cu tematici diferitee, unele performante, altele calititav slabe. Epoca digitala este cea care a readus interesul pentru jocurile video si a reintrodus jocurile pentru scopurile academice.
Tipuri de joc
Există multe tipuri de jocuri de calculator:
- RTS (Real Time Strategy - Strategie în timp real)
- RTT (Real Time Tactics)
- RPG (Role Playing Game)
- TBS (Turn Based Strategy)
- Simulatoare
- Action
- Adventure (aventură)
- FPS (First Person Shooter)
- TPS (Third Person Shooter)
- MMO (Massive Multiplayer Online Game)
- Arcade
- Board/Card Games (Joc de cărți sau masă)
- Flash/Online

La unele tipuri de jocuri se poate adăuga prefixul „MMO“, care înseamnă „Massively Multiplayer Online“, reprezentând un joc care se poate juca numai online, în care sute de mii de jucători joacă în același timp, în aceeași lume. Cele mai multe MMO-uri sunt MMORPG-uri.
- Railroad Tycoon II
- Call of Duty
- Cossaks - The art of war
- Starcraft
- Tomb Raider
- Hitman
- Hattrick
- Midnight Club II
- Need for Speed

- Broken Sword

Câteva exemple de jocuri strategice sunt:
- Age of Empires I
- Age of Empires II
- Age of Empires III
- Age of Mythology
- Age of Wonders
- Caesar III
- Caesar IV
- Children of the Nile
- Civilization IV
- Empire Earth
- Empire Earth 2
- Empire Earth 3
- Pharaoh
- Rome Total War
- Rise of Nation
- Stronghold
- Stronghold Crusader
- Stronghold 2
- Stronghold Legends
- Warcraft 1
- Warcraft 2
- Warcraft 3
- Zeus-Master of Olympus